# 达那厄 (柯勒乔)
达那厄 (Danaë ) 是意大利文艺复兴时期艺术家安东尼奥·达·柯勒乔 的一幅画作，创作于 1531 年左右，现藏于罗马博尔盖塞美术馆。
画面描绘希腊神话人物达那厄，她是阿耳戈斯国王阿克里西俄斯的女儿。预言说她的一个儿子将会杀死阿克里西俄斯，于是阿克里西俄斯将女儿关在一个铜塔内。然而，朱庇特乘她睡觉的时候化做一阵金雨让她怀孕，生下珀耳修斯。

## 历史
这幅画由曼托瓦公爵費德里科二世·貢扎加委托，用于装饰曼托瓦的得特宮。費德里科去世后，这幅画到了西班牙。
1827年，卡米洛·博尔盖塞在巴黎收购了这幅画，将其带回罗马收藏。